# Raúl Domínguez Carral
Raúl Domínguez Carral (Sarón, Cantabria, 1 de noviembre de 1986), conocido deportivamente como Raúl, es un exfutbolista español que jugaba como portero.

## Biografía
Formado en la Cultural Deportiva Guarnizo, en 2008 fichó por el Real Sporting de Gijón, inicialmente para formar parte de su filial. Debutó en Primera con el club asturiano el 21 de mayo de 2011, en un partido ante el Hércules C. F. en el Estadio José Rico Pérez que finalizó 0-0. Posteriormente formó parte del Sestao River Club, con el que ganó la Liga regular de Segunda B, y del Real Racing Club de Santander, antes de incorporarse en 2019 al C. D. Cayón de su localidad natal.
Es apodado «Chili» al igual que su hermano gemelo Sergio, también futbolista y con el que compartió vestuario en el C. D. Cayón.

## Equipos
| Club                          | País   | Temporadas |
| ----------------------------- | ------ | ---------- |
| Cultural Deportiva Guarnizo   | España | 2005-2008  |
| Real Sporting de Gijón "B"    | España | 2008-2012  |
| Real Sporting de Gijón        | España | 2009-2013  |
| Sestao River Club             | España | 2014-2016  |
| Real Racing Club de Santander | España | 2016-2018  |
| C. D. Cayón                   | España | 2019-2023  |

## Palmarés
- Liga de Segunda División B (2013-14).